# Lindenmaier-Möhring
Lindenmaier-Möhring (abgekürzt LM oder LMK für Lindenmaier-Möhring – Kommentierte BGH-Rechtsprechung) ist eine elektronisch publizierte juristische Fachzeitschrift, die rezensierte Entscheidungen des Bundesgerichtshofes enthält.
Sie ist aus dem von Fritz Lindenmaier und Philipp Möhring begründeten, auf dem internen Nachschlagewerk des Bundesgerichtshofes beruhenden Werk Lindenmaier-Möhring, Nachschlagewerk des Bundesgerichtshofes hervorgegangen. Dort wurden aktuelle Entscheidungen des Bundesgerichtshofes im Leitsatz wiedergegeben und von Autoren aus der Wissenschaft und der Rechtspraxis besprochen.
Herausgeber waren der Präsident des Bundesgerichtshofes Günter Hirsch, der Rechtsanwalt beim Bundesgerichtshof Wendt Nassal sowie der Universitätsprofessor Thomas Pfeiffer (Stand: Mai 2011). Das Werk erschien bis zu seiner Einstellung im Jahr 2009 monatlich im Verlag C. H. Beck.